# Municipio de White (condado de Benton)
El municipio de White (en inglés: White Township) es un municipio ubicado en el condado de Benton en el estado estadounidense de Misuri. En el año 2010 tenía una población de 2488 habitantes y una densidad poblacional de 8,36 personas por km².

## Geografía
El municipio de White se encuentra ubicado en las coordenadas 38°26′27″N 93°24′4″O / 38.44083, -93.40111. Según la Oficina del Censo de los Estados Unidos, el municipio tiene una superficie total de 297.62 km², de la cual 296.68 km² corresponden a tierra firme y (0.31%) 0.93 km² es agua.

## Demografía
Según el censo de 2010, había 2488 personas residiendo en el municipio de White. La densidad de población era de 8,36 hab./km². De los 2488 habitantes, el municipio de White estaba compuesto por el 97.23% blancos, el 0.2% eran afroamericanos, el 0.52% eran amerindios, el 0.24% eran asiáticos, el 0.04% eran isleños del Pacífico, el 0.52% eran de otras razas y el 1.25% pertenecían a dos o más razas. Del total de la población el 1.81% eran hispanos o latinos de cualquier raza.